# Yves Laporte
Pour les articles homonymes, voir Laporte.
Yves Laporte (né le 21 décembre 1920 à Toulouse - mort le 15 mai 2012 à Paris) est un médecin et physiologiste français.

## Biographie
Il tient la chaire de neurophysiologie du Collège de France de 1972 à 1991 et est en outre administrateur du Collège de France de 1980 à 1991. À ce titre, il est président du conseil d'administration de la Fondation Hugot du Collège de France, où il siège de 1981 à 1991. Il est élu à l'Académie des sciences en juin 1985.
Il étudie le fonctionnement du système nerveux et ses phénomènes bioélectriques.
Il reçoit en 1981 le grand prix scientifique de la ville de Paris.

## Distinctions
Commandeur de la Légion d'honneur, grand-croix de l'Ordre national du Mérite et commandeur des Palmes académiques.